# Rolniczy Kombinat Spółdzielczy Łubnica
Rolniczy Kombinat Spółdzielczy ŁUBNICA – polskie przedsiębiorstwo zajmujące się przetwórstwem rolno-spożywczym w Łubnicy. RKS Łubnica powstał w 1953 r. i zatrudnia aktualnie 150 pracowników. Od 1982 zakład zajmuje się przemysłowym przetwórstwem owoców i warzyw.
Główne produkty:
- Majonez Łubnicki
- Tort Bezowy
- Ketchup Łubnicki
- Ogórki Konserwowe,
- Sos Tatarski
- Sos Czosnkowy

Przedsiębiorstwo specjalizuje się także od końca lat 90. XX wieku w skupie, hodowli i przetwórstwie ślimaków winniczków. RKS Łubnica uprawia zboża i warzywa na powierzchni 330 ha. Zakład współpracuje naukowo z  Uniwersytetem Przyrodniczym w Poznaniu i Uniwersytetem Przyrodniczym we Wrocławiu.